# 카인빈현
카인빈현(베트남어: Huyện Khánh Vĩnh / 縣慶永)은 베트남 중남부 해안 지방에 있는 카인호아성의 현이다. 현도는 깜득(Cam Đức)에 있다.

## 행정 구역
카인빈현은 1시진, 13사를 관할한다.

### 시진
- 카인선시진 (Thị trấn Khánh Vĩnh, 慶永市鎭)

### 사
- 꺼우바 사 (Xã Cầu Bà, 梂婆社)
- 장리 사 (Xã Giang Ly, 江離社)
- 카인빈 사 (Xã Khánh Bình, 慶平社)
- 카인동 사 (Xã Khánh Đông, 慶東社)
- 카인히엡 사 (Xã Khánh Hiệp, 慶協社)
- 카인님 사 (Xã Khánh Nam, 慶南社)
- 카인푸 사 (Xã Khánh Phú, 慶富社)
- 카인타인 사 (Xã Khánh Thành, 慶城社)
- 카인트엉 사 (Xã Khánh Thượng, 慶上社)
- 카인쭝 사 (Xã Khánh Trung, 慶中社)
- 리엥상 사 (Xã Liên Sang, 連郞社)
- 선타이 사 (Xã Sơn Thái, 山泰社)
- 송꺼우 사 (Xã Sông Cầu, 瀧梂社)